# Okolišta
Okolišta (cyr. Околишта) – wieś w Bośni i Hercegowinie, w Republice Serbskiej, w gminie Višegrad. W 2013 roku liczyła 132 mieszkańców.